# گیرنده‌های سطح سلول

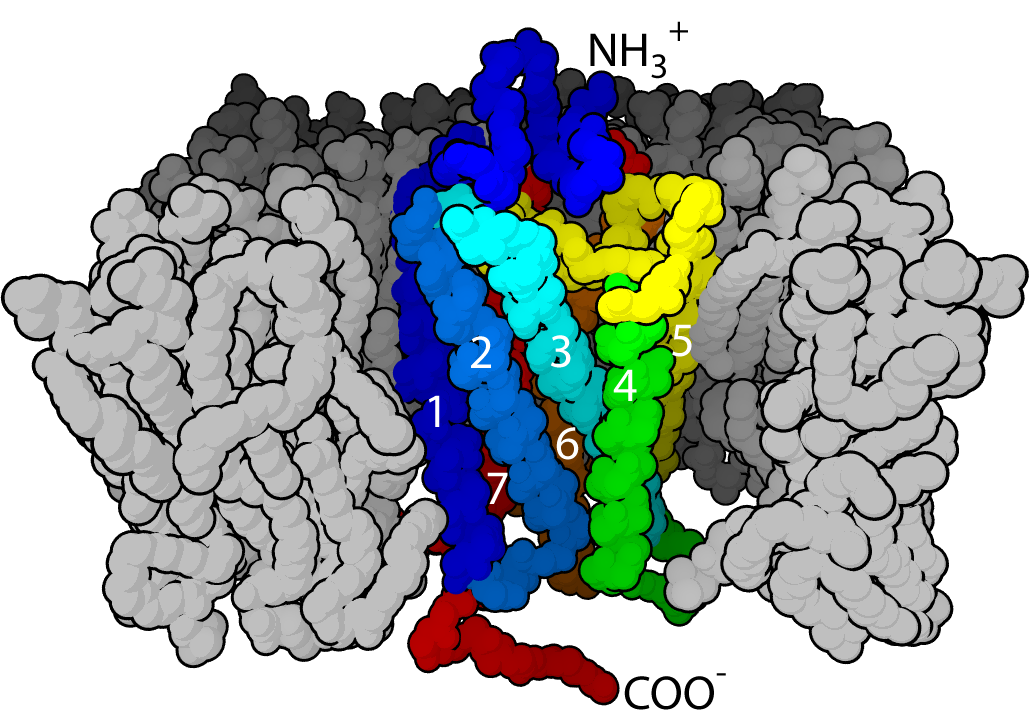
ساختار آلفا هلیکس(پیچشی) گذرنده از غشا در یک گیرنده پروتئین جی

گیرنده‌های سطح سلول (به انگلیسی: Cell surface receptor) یا گیرنده‌های غشایی پروتئینهایی انتگرال هستند که پیامهایی را از فضای خارج سلولی به داخل سلول منتقل می‌سازند.
منشا پیامهایی که گیرنده‌های سطح سلول را تحریک می‌کنند می‌تواند هورمونها، نوروترانسمیترها، سیتوکینها، فاکتورهای رشد و ... باشد.
مولکولی که به گیرنده می‌چسبد لیگاند نام دارد و ممکن است یک پپتید، هورمون، یک دارو یا یک سم باشد و وقتی که اتصال انجام شود و گیرنده با آن تطبیق کند، گیرنده تغییر شکل داده و باعث شروع یک زنجیره پاسخ‌ها توسط سلول می‌شود.

## انواع گیرنده‌ها

E = فضای برون یاخته P = پوسته یاخته I = فضای درون یاخته

گیرنده‌ها بسته به کارشان در جاهای مختلف سلول قرار دارند، مثلاً نوعی از آن‌ها بر سطح سلول و غشای آن قرار دارند ولی هیچ ارتباطی با درون سلول ندارند(گیرنده‌های پیرامونی یا پریفرال)و برخی از گیرنده‌ها درون یاخته‌ای و درون هسته‌ای هستند . بنابر اثری که در ترکیب با لیگاندها ایجاد می‌کنند و جای قرار گرفتن آنها، به گروه‌های زیر تقسیم میگردند:
1. بر روی غشای سلولی:گیرنده‌های هورمون‌های پپتیدی یا پلی پپتیدی و پیام رسانهای عصبی(نوروترانسمیتر)بروی غشای پلاسمایی قرار دارد و خود بر دو نوع هستند:
  1. متابوتروپیک: که به وسیلهٔ تحریک عمل می‌کنند و به‌طور عمده از پروتئین جی برای انتقال پیام استفاده می‌کنند.
  2. یونوتروپیک: که به‌طور مستقیم در انتقال یونها بین سلول و ماتریکس برون سلولی نقش دارند.
2. در سیتوپلاسم(درون سلولی): گیرنده اغلب هورمون‌های استروئیدی در سیتوپلاسم قرار دارد.
3. درون هسته: مانند گیرنده تیروکسین که از غده تیروئید ترشح می‌شود و پس از عبور از غشای سلولی وارد هسته شده و در دی ان ای‌سازی و بیان ژن دخالت می‌کند.

## آگونیست و آنتاگونیست
یک گیرنده سلولی در پیوند با لیگاندهای مختلف، ممکن است پاسخ یکسانی ارائه ندهد. پاسخ گیرنده به لیگاند به نوع لیگاند بستگی دارد.
- لیگاند آگونیست: که با اتصال به گیرنده ایجاد بالاترین پاسخ بیولوژیک را موجب می‌شود. بیشتر لیگاندهای طبیعی بدن آگونیست هستند. نوعی آگونیست با پاسخ ضعیفتر در گیرنده نیز وجود دارد که به آگونیست ناقص معروف است.
- لیگاند آنتاگونیست: با آنکه شکل و نوع یک لیگاند آگونیست را دارد و بر گیرنده مینشیند، اما پاسخی را در سلول به دنبال نخواهد داشت و به اصطلاح بلاک‌کننده گیرنده است(بعنوان مثال بلاک‌کننده بتا) و در عین حال بعلت اشغال جایگاه در گیرنده، لیگاندهای آگونیست قادر به ترکیب با این گیرنده نخواهند بود.

## خانوادهگیرنده‌های جفت‌شونده با پروتئین G
رابرت جی. لفکویتز و برایان کوبیلکا که جایزه نوبل شیمی را در سال ۲۰۱۲ به خود اختصاص داده‌اند، موفق شده‌اند شیوه عمل خانواده‌ای از این گیرنده‌ها را که به گیرنده‌های جفت‌شونده با جی‌پروتئین یا (GPCRs) موسوم هستند و نقشی حیاتی را در بدن ما ایفا می‌کنند، نشان دهند. در این خانواده گیرنده‌های آدرنالین، دوپامین، سروتونین، نور، مزه و بو وجود دارند. نه‌تنها اغلب فعالیت‌های حیاتی بدن ما به عملکرد صحیح این گیرنده‌ها وابسته هستند، بلکه نیمی از داروها مانند مسدودکننده‌های گیرنده‌های بتا، آنتی‌هیستامین‌ها و داروهایی که در درمان‌های روان‌پزشکی کاربرد دارند نیز به کمک این گیرنده‌ها در بدن ما وارد عمل می‌شوند.

## گیرنده‌های هورمونها
اولین مرحله برای شروع اثر هورمون، اتصال به گیرنده‌های اختصاصی در سلول هدف است. سلول‌هایی که چنین گیرنده‌هایی ندارند به هورمون پاسخ نمی‌دهند به همین دلیل است که هورمونها اختصاصی عمل می‌کنند. گیرنده‌های هورمون‌ها در غشاء سلول هدف ، در سیتوپلاسم یا در هسته قرار دارند. پس از اتصال هورمون به گیرنده خود، معمولاً زنجیره‌ای از واکنش‌ها درسلول آغاز می‌شود که هر مرحله آن، از مرحله قبلی قوی تر است. در نتیجه مقدار بسیار کمی از هورمون می‌تواند تأثیر بسزایی در سلول‌های متعدد داشته باشد.
موقعیت انواع گیرنده‌های هورمونی عبارت است از:
گیرنده در سطح یا غشاء سلولی: این نوع گیرنده‌ها مخصوص هورمون‌های پپتیدی و کاتکول آمین‌ها هستند.
گیرنده در داخل سیتوپلاسم: گیرنده‌های مربوط به هورمون‌های استروئیدی اغلب در سیتوپلاسم قرار دارند.
گیرنده در داخل هسته: گیرنده‌های مربوط به هورمونهای تیروئید در هسته قرار دارند.
البته این را هم باید بدانیم که تعداد گیرنده‌ها و نیز حساسیت آن‌ها به هورمون نیز بسیار مهم است. برخی از هورمون‌ها موجب افزایش و برخی سبب کاهش تعداد گیرنده می‌شوند.